# Hozukius guyotensis
Hozukius guyotensis is een straalvinnige vissensoort uit de familie van schorpioenvissen (Sebastidae). De wetenschappelijke naam van de soort is voor het eerst geldig gepubliceerd in 1975 door Barsukov & Fedorov.